# 西寧曹家堡空港
西寧曹家堡国際空港（せいねい そうかほ こくさいくうこう）は、中華人民共和国・青海省海東市に位置する空港である。西寧市中心部から約29km離れている。最小限の空港ではあるが、青海省では最大規模の空港。最近の拡張で旧・ターミナルビルの拡張と新・ターミナルビルを建設した。

## 沿革
- 1989年10月27日 : 着工開始[3]
- 1991年7月 : 工事 完成[4]
- 1991年12月27日 : 開港[4]。
- 2004年10月 : 一次拡張工事 起工[5]。
- 2005年11月16日 : 新空港ターミナルビルが完成し、使用開始。一次拡張工事 完成[5]。
- 2007年6月27日 : CIQを備え国際空港となる[6]。
- 2008年9月29日 : 初の国際便となる香港線が就航開始[7]。
- 2010年3月5日 : 3,800mの滑走路を増設。現・滑走路の800m延長などの二次拡張工事 開始[8]。

## 就航路線

### 国内線
- 中国国際航空 : 北京/首都、成都
- 中国東方航空 : 北京/首都、上海/虹橋、ゴルムド、西安、玉樹
- 中国南方航空 : 広州、西安、ウルムチ
- 海南航空 : 北京/首都、西安
- 深圳航空 : 深圳
- 四川航空 : 昆明、成都

### 国際線
- 深圳航空 : 香港
- エバー航空 : 台北/桃園（2013年8月1日から就航開始予定） [9]
- 香港航空 : 香港
- 中国国際航空 : 東京/成田 （成都経由）
- 中国南方航空 : クアラルンプール （長沙経由）
- 中国東方航空 : バンコク
- 四川航空 ： ニャチャン （2019年1月28日から就航開始予定）[10]

## 註釈・参考資料
1. ↑  “西宁曹家堡机场正式升级为国际机场”. 民航资源网 (2018年9月28日). 2024年8月27日閲覧。
2. ↑  Airports in China from AirfieldMaps.co.uk
3. ↑  “青海民航：从1万到100万的飞跃”. 中国经济新闻网 (2008年12月24日). 2010年1月3日時点のオリジナルよりアーカイブ。2022年4月27日閲覧。
4. 1 2  “青海民航：扎实起步跨越瓶颈　展翅高飞50年”. 民航资源网 (2008年12月18日). 2009年1月25日時点のオリジナルよりアーカイブ。2022年4月27日閲覧。
5. 1 2  “航空运输步入新阶段　西宁机场新候机楼启用_民航资源网”. 民航资源网 (2005年11月17日). 2022年4月27日閲覧。
6. ↑  “西宁机场结束没有直接往来国际航线的历史”. 中国民用航空网 (2007年6月27日). 2012年7月16日時点のオリジナルよりアーカイブ。2022年4月27日閲覧。
7. ↑  西寧航空口岸開放将結束無直達境外航班歴史（民航資源網）[リンク切れ]
8. ↑  “西宁机场二期工程全面动工 总投资22.22亿元”. 民航资源网 (2010年3月6日). 2012年7月13日時点のオリジナルよりアーカイブ。2022年4月27日閲覧。
9. ↑  “エバー航空、6月から台北発着の中国本土3路線を開設へ”. FlyTeam(フライチーム) (2013年5月16日). 2022年4月27日閲覧。
10. ↑  张海雯 (2019年1月12日). “西宁至越南芽庄直飞航线将开通_中国新闻网青海新闻”. 中国新聞網. 2022年4月27日閲覧。